# Auth Magda
Auth Magda (Budapest, 1955. május 12. –) magyar rádióbemondó, műsorvezető, előadóművész, tanár.

## Életpályája
Színésznőnek készült, így emlékezett: 

„ elszántam próbálkoztam… a legutolsó körben estem ki. Iszonyúan elkeseredtem… Ezek után már hiába hívtak a Nemzeti stúdiójába és a kecskeméti színházhoz, magamban egy életre szakítottam még a gondolatával is annak, hogy hivatásos színész legyek. Közben persze a versek szeretetével nem tudtam leszámolni, és hosszú éveken keresztül dolgoztam az akkoriban nevesnek és rangosnak számító, amatőrökből álló Belvárosi Irodalmi Színpad társulatában…Közben több helyen dolgoztam, a gyémántcsiszolástól az adminisztrátorkodásig mindenfélével próbálkoztam.”

 1972-től a Belvárosi Irodalmi Színpad tagja, 1978-tól hivatásos előadóművész. 

„A barátaimmal, Fodor Ferenc gitárművésszel, Zsolnai Margit és Kajtár Róbert előadóművészekkel rendszeresen tartunk irodalmi esteket.”

 Népművelőként dolgozott a XIII. kerületben és a Magyar Rádió felhívására jelentkezett rádióbemondónak. Itt, többek között olyan neves tanárok tanították, mint Fischer Sándor és Montágh Imre. Népművelés – pedagógia szakon az egri Tanárképző Főiskolán szerzett diplomát. Több mint 30 évig volt a Magyar Rádió bemondója. A Magyar Televízió Vasárnapi Turmix című műsorában műsorvezetőként is feltűnt, és több mint tíz évig dolgozott együtt, az Álljunk meg egy szóra című nyelvművelő műsorban Vágó Istvánnal és Grétsy Lászlóval. 6 évig hírolvasója és műsorvezetője volt a közszolgálati televízió Híradójának is. Előadóművészként irodalmi műsorokban lép fel, műsort vezet. Tanárként kommunikációt, beszédtechnikát és rádiós gyakorlatot tanít.

## Rádiós munkáiból
- Én is vagyok (Petőfi Rádió – műsorvezető, Murányi Péterrel közösen)
- Kakukk – zenés ébresztő (Petőfi rádió – műsorvezető, Rónai Egonnal közösen)
- Musical est Budafokon (Petőfi Rádió – műsorvezető)
- Kettőtől ötig – A Rádió kívánságműsora (Petőfi Rádió – műsorvezető, Török Lászlóval és Molnár Dániellel)
- Reggeli Krónika (Kossuth Rádió – bemondó)
- Muzsikáló reggel (Bartók Rádió – műsorvezető)

## Előadóművészi munkáiból
- Szerkesztett irodalmi műsorok: Babits Mihály és Kosztolányi Dezső műveiből
- Nyugat-est
- Devecseri Gábor-est
- Somlyó György-est
- Vas István-est
- Csehov-montázs